# М 15/42
Фијат М 15/42 (итал. Carro Armato Medio M15/42) је италијански средњи тенк из Другог светског рата који је произвела фирма Фијат-Ансалдо.

## Историја
Најчешћи италијански тенка на северноафричком ратишту био је М 13/40. Посада му се састојала од возача на левој страни трупа и митраљесца/радио-оператера на десној, и командира и нишанџије у куполи. Митраљезац је управљао паром митраљеза Бреда 38 од 8 mm на десној страни трупа, док је купола била наоружана топом 47/32 и спрегнутим митраљезом Бреда, са још једним митраљезом на крову за ПВО. Главни топ био је дизајниран 30-их година као пешадијско оруђе за артиљеријску подршку, и његова пробојна моћ (у ПТ улози) била је мала. М 13/40 је користио шасију тенка М 11/39 ради брже производње, али је она, због веће тежине, била преоптерећена. Такође је био склон кваровима у пустињи, док је оклоп био слабог квалитета и често се распадао приликом поготка. Возило је било употребљиво, иако слабо, у 1941, али је већ 1942. било сасвим застарело.
М 14/41 био је идентичан М 13/40, са јачим мотором и филтерима за ваздух у пустињском окружењу. 

## Карактеристике
Последња верзија ове породице тенкова био је М 15/42, значајно, иако касно, унапређено возило. Стари топ био је замењен специјалним ПТ топом Л40 од 47 mm. Купола је јаче оклопљена и по први пут, добила је електрични погон. Претходне верзије имале су дизел моторе, али М 15/42 имао је бензински, ради веће снаге, дајући нешто већу брзину од 40 km/h. Нажалост, у време када је М 15/42 ушао у производњу 1943., ова побољшања била су недовољна и сувише закаснела.